# 昨日のつづき
昨日のつづき（きのうのつづき）は、ラジオ関東（現：アール・エフ・ラジオ日本）で1959年7月6日から1971年4月3日まで放送されたラジオ番組である。

## 概要
当初は前田武彦、永六輔らが交代で執筆した台本に沿って、出演者のトークで進行する番組を制作する予定だったが、当時は民間放送の開局ラッシュという状況に比して放送作家の人数が少なく、引っ張りだこで執筆が間に合わないので、放送作家自身が出演することになった。
結果、台本無しのフリートークで進行する日本初のラジオ番組となった。番組の放送時間は毎週 月曜 - 金曜 22:25 - 22:35。参天製薬の一社提供。
ラジオ関東の方針で1971年4月3日の放送を最後に突如、打ち切られた。原因は前田が1971年3月10日と3月22日の放送で「ぼくはみのべ派だ」と発言し、聴取者から抗議の電話が寄せられたことや政治的な公平性を欠くという理由だった。前田はラジオ関東社長の遠山景久の意向で局を出入り禁止になったとされる。

## 出演者

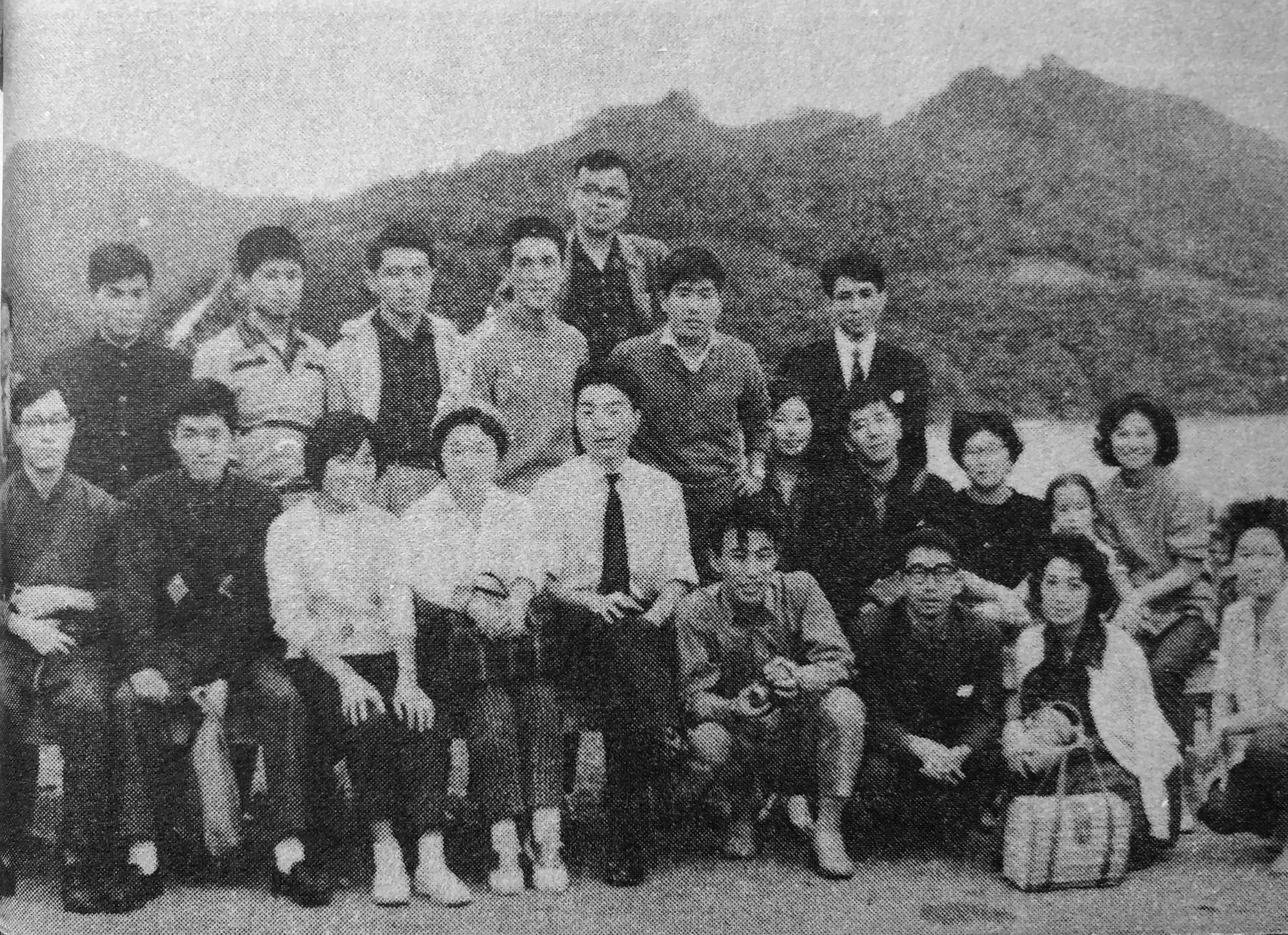
1960年秋、『昨日のつづき』友の会と月刊誌『ヒッチコック・マガジン』のファンクラブが相模湖で合同ピクニックを開いた。前田武彦、永六輔、冨田恵子の3人、『ヒッチコック・マガジン』編集長の小林信彦も参加した。

当初のパーソナリティは前田武彦と永六輔。アシスタントは女優の冨田恵子。永六輔は番組開始直後の早い時期にスタッフと喧嘩別れして降板し、複数のパーソナリティが日替わりで登場していたが、東京ヴィデオ・ホールで客を入れずに夜中に行われていた番組収録に頻繁に居合わせ、何度か飛び入り参加したことのある大橋巨泉で落ち着いた。
番組の最後にアシスタントが語る「今日の話は昨日のつづき、今日のつづきはまた明日」というキャッチフレーズは大橋巨泉の考案とされている。その大橋巨泉も2年程で降板したが、前田武彦はその後も出演を継続したことから、一般的には前田の番組として認知されている。その他のパーソナリティは青島幸男、佐野洋、はかま満緒、保富康午、小林信彦らが出演していた。